# ゴスポダーリ
ゴスポダーリ（ロシア語: господарь、ブルガリア語: господар、セルビア語: gospódar）は、ゼタ公国、モルダヴィア公国(ru)、ワラキア公国(ru)、ノヴゴロド共和国、リトアニア大公国、北東ルーシ（ウラジーミル大公国領域）、モンテネグロにおいて用いられた称号である。
（留意事項）：本頁の「ゴスポダーリ」はロシア語: господарьからのカナ転写であり、他の言語に拠れば別の表記となるが、便宜上「ゴスポダーリ」で統一している。

## 歴史

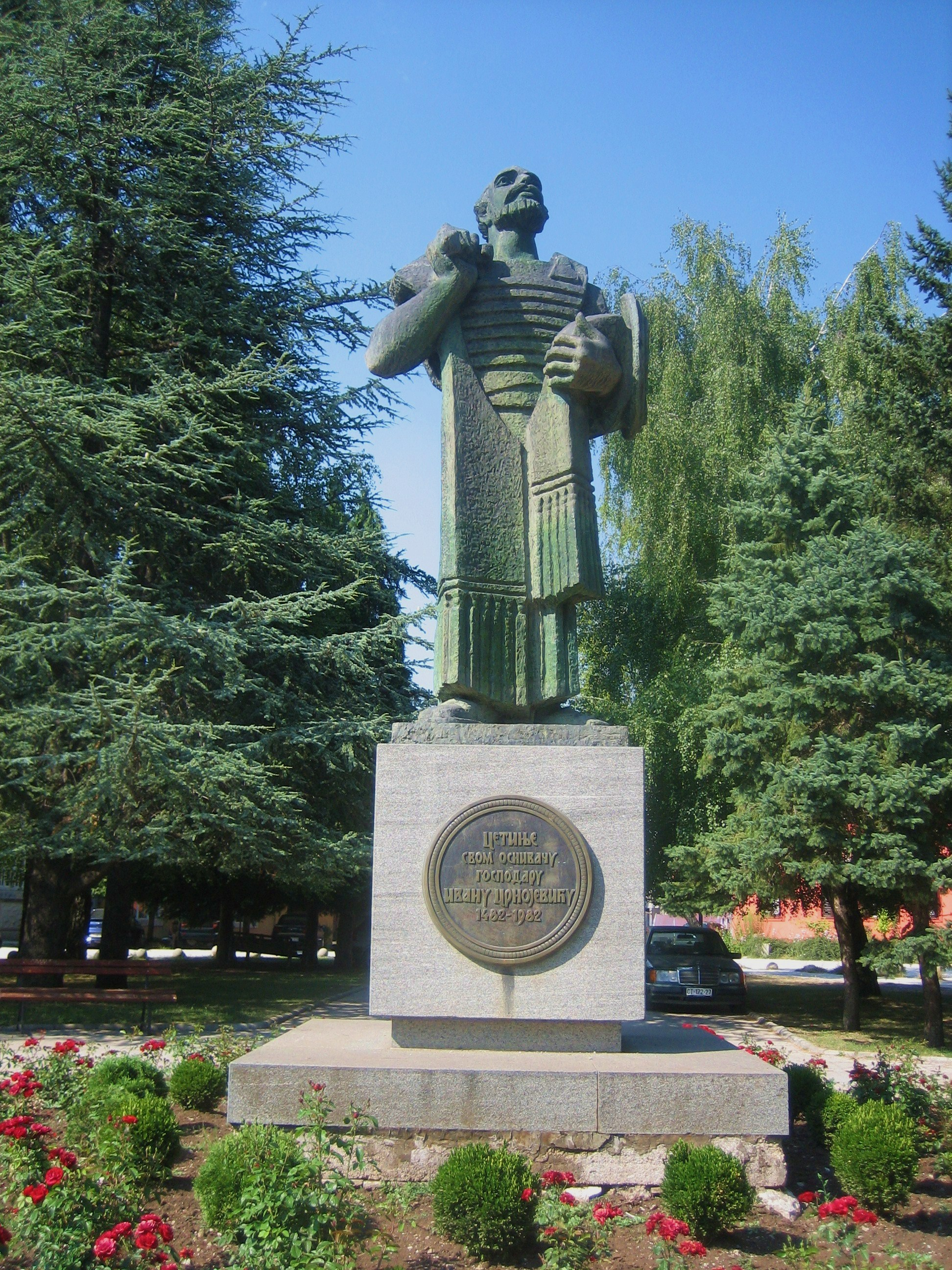
ゼタ公Иванの像（モンテネグロ・ツェティニェ）。台座・上から3行目にゴスポダーリ

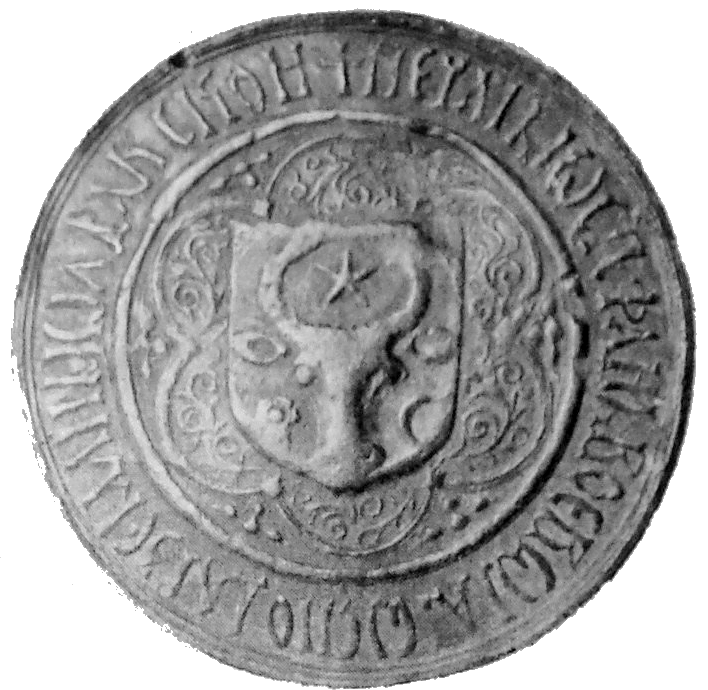
モルダヴィア公シュテファン3世（1457年 - 1504年）の印章。時計でいう5時半から7時のあたりにかけてゴスポダーリ（гωсподар）

ゴスポダーリは、元はスラヴ祖語の単語であり、様々なスラヴ系言語で用いられた。すべてのスラヴ系言語において、所有主あるいは所有地を意味した。ゴスポダーリが君主の称号として用いられるようになったのは、ラテン語のドミヌスの翻訳借用として、主、主人の意味が付加されたためとみられる。君主の称号として用いられた最初の例は、ともにラテン語使用地域と接していた、14世紀のゼタ公国、またガリツィア（ポーランド王国領）の外交文書においてである。たとえば、ゼタ公国の君主Иван Црнојевићが、1458年に「ゼタのゴスポダーリ」と署名した史料が残されている。
また、ワラキア公国、モルダヴィア公国では、14世紀始めから、事務的な文章の中に「hospodar」が用いられ始めた。ただしこの時期のワラキアでは、「hospodar」は相手に呼びかける場合にのみ添えられた。一方、モルダヴィアでは称号として用いられた。ワラキアにはセルビアから、モルダヴィアにはガリツィアから伝わったと考えられる。15 - 19世紀になると、モルダヴィア、ワラキアでは共に、統治者が、hospodar、またヴォイヴォダを称号に用いた。また、ルーマニアにおいては、「Domn（ラテン語のドミヌス / dominusより）」と共にゴスポダーリが用いられた。ルーマニア公国が王政を宣言（ルーマニア王国となる）した1881年まで、この称号は用いられた。
モンテネグロでは、モンテネグロ王ニコラ1世が、王（Краљ）の称号とともに、1918年までゴスポダーリの称号を保持していた。

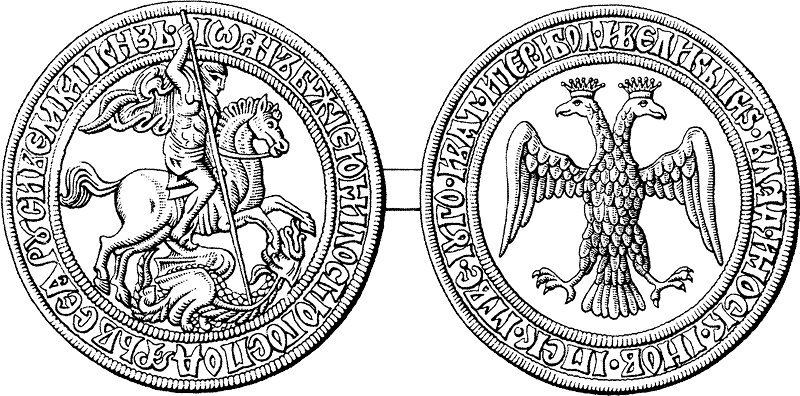
モスクワ大公イヴァン3世の印章（1489年頃）。左、時計でいう5時から7時のあたりにゴスポダーリ

ロシアにおいては、ノヴゴロドの白樺文書No.247(ru)（11世紀）に用いられている例がある。14世紀にはリトアニア大公でも用いられ、さらに15世紀にはウラジーミル大公国域へと伝わった。その契機はおそらく、モスクワ公ヴァシリー1世と、リトアニア大公ヴィータウタスの娘ソフィヤ(ru)との結婚（1391年1月。当時の暦を用いたトヴェリ年代記では1390年）であると考えられる。ゴスポダーリの称号はロシアに定着し、モスクワ公と同じくウラジーミル大公国域の諸公の統一をはかるトヴェリ公、また西接するノヴゴロドでも用いられた。なお、15世紀には、所有主・主人の意味を示す単語としては、「xoža / 主人」などのテュルク語からの借用語であるホジャイン（хозяин）が用いられるようになった。しかし、その後、15 - 16世紀の端境期になると、「ゴスダーリ（государь）」という表現が用いられ始める。17世紀始めには、ゴスポダーリという表現は、完全にゴスダーリに取って代わられた。
なお、帝政ロシアにおいては、モルダヴィア等のゴスポダーリの子孫（ダビジャ家(ru)、カンタクゼン家(ru)、カンテミール家、マヴロコルダト家。名称はいずれもロシア語転写。）が貴族の家名を保っていたが、いずれも、ゴスポダーリあるいはゴスダーリと称されることはなかった。

## 王朝
各王朝の以下の時期に、ゴスポダーリ系（カタカナ表記は各言語に拠って異なる）の称号を冠した人物がいる。
- Балшић朝(ru)：14世紀・ゼタ公国
- Црнојевић朝(ru)：15世紀・ゼタ公国
- Mușatinilor朝(ru)：14 - 16世紀[7]・モルダヴィア公国
- ピャスト朝：14世紀・ポーランド王国
- ゲディミナス朝：14 - 15世紀・リトアニア大公国
- リューリク朝：15世紀・ノヴゴロド共和国、15 - 17世紀・モスクワ大公国等
- Петровић朝：19 - 20世紀・モンテネグロ公国